# NGC 3669
NGC 3669 este o galaxie spirală situată în constelația Ursa Mare. A fost descoperită în 18 martie 1790 de către William Herschel. Se află la o distanță de 21,88 de megaparseci de Pământ.